# Hyundai ix20

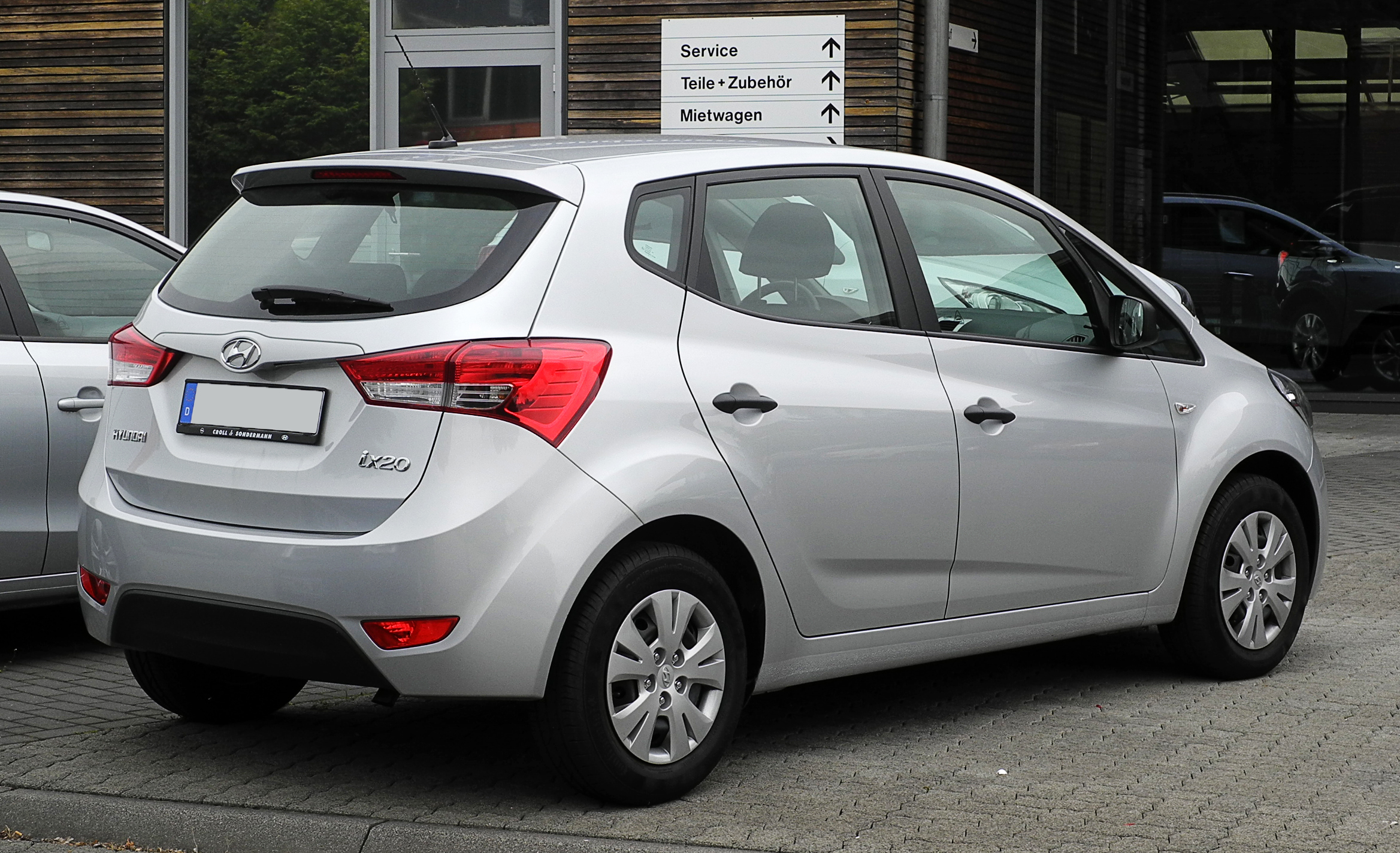
Hyundai ix20 (traseira)

O ix20 é um monovolume produzido pela Hyundai Motor Company, lançado em 2010. Sucedeu o Matrix.